# Världsmästerskapen i bordtennis 1926
Världsmästerskapen i bordtennis 1926 spelades i London under perioden 6-11 december 1926.

## Medaljörer

### Lag
| Disciplin            | Guld                                                                  | Silver                                                      | Brons                                                                                     |
| Herrarnas lagtävling | Ungern Roland Jacobi Béla von Kehrling Zoltán Mechlovits Daniel Pecsi | Österrike Paul Flussmann Eduard Freudenheim Munio Pillinger | England Charles Allwright Bernard Bernstein Percival Bromfield F. J. Burls James Thompson |
| Herrarnas lagtävling | Ungern Roland Jacobi Béla von Kehrling Zoltán Mechlovits Daniel Pecsi | Österrike Paul Flussmann Eduard Freudenheim Munio Pillinger | Indien A.A. Fyzee A.H. Fyzee A.M. Peermahomed B.C. Singh S.R.G. Suppiah                   |

### Individuellt
| Disciplin   | Guld                                | Silver                              | Brons                              |
| Herrsingel  | Roland Jacobi                       | Zoltán Mechlovits                   | Munio Pillinger                    |
| Herrsingel  | Roland Jacobi                       | Zoltán Mechlovits                   | S.R.G. Suppiah                     |
| Damsingel   | Mária Mednyánszky                   | Doris Gubbins                       | Anastasia Flussmann                |
| Damsingel   | Mária Mednyánszky                   | Doris Gubbins                       | Winiford Land                      |
| Herrdubbel  | Roland Jacobi Daniel Pecsi          | Zoltán Mechlovits Béla von Kehrling | Paul Flussmann Munio Pillinger     |
| Herrdubbel  | Roland Jacobi Daniel Pecsi          | Zoltán Mechlovits Béla von Kehrling | Cyril Mossford Hedley Penny        |
| Mixeddubbel | Zoltán Mechlovits Mária Mednyánszky | Roland Jacobi G. Gleeson            | Eduard Freudenheim Gertrude Wildam |
| Mixeddubbel | Zoltán Mechlovits Mária Mednyánszky | Roland Jacobi G. Gleeson            | H. A. Bennett Winifred Land        |

### Fotnoter
1. ↑  ”World Championships Results”. ITTF Museum. Arkiverad från originalet den 11 maj 2012. https://web.archive.org/web/20120511103023/http://www.ittf.com/museum/results/WorldChresults.html. Läst 7 april 2012.
2. ↑  ”ITTF Statistics”. ittf.com. Arkiverad från originalet den 4 mars 2016. https://web.archive.org/web/20160304203401/http://www.ittf.com/ittf_stats/All_events4.asp?Competition_ID=1. Läst 7 april 2012.